# Tatadim
Tatadim fue un negus de Etiopía, y uno de los miembros de la Dinastía Zagüe. Su nombre aparece en las listas reales como el segundo de dicha dinastía. Taddesse Tamrat afirma que fue el hijo mayor conocido de Mara Takla Haymanot.
Según el Gadla Yemrehana Krestos, Tatadim hizo grandes esfuerzos para asegurar para sus descendientes la corona real, actuando contra sus hermanos Jan Seyum y Germa Seyum. La ley Agaw de herencia dictaba que los hermanos del rey debían ser los sucesores, siendo esta norma la causa de no pocos problemas durante toda la Dinastía Zagüe.
| Predecesor: Mara Takla Haymanot | Negus Nagast Siglo XII | Sucesor: Jan Seyum |